# China Girl (chanson)
Pour le film d'Abel Ferrara, voir China Girl.
Singles de David Bowie
Let's Dance
(1983) Modern Love
(1983)
China Girl est une chanson écrite par David Bowie et Iggy Pop, parue pour la première fois en 1977 sur l'album d'Iggy Pop The Idiot.
Six ans plus tard, Bowie la reprend sur son album Let's Dance, avec une production plus commerciale que la version originale. Sortie en single, la version de Bowie atteint la deuxième place au Royaume-Uni (derrière Every Breath You Take de The Police) et la dixième aux États-Unis.
Iggy Pop entretient une brève relation avec Kuêlan Nguyen, alors compagne de Jacques Higelin qui enregistre également cet été-là au château d'Hérouville. Cette relation sera la source d’inspiration de certains vers de la chanson, qui devait initialement s'intituler Borderline.

## Musiciens
- David Bowie : chant
- Stevie Ray Vaughan, Nile Rodgers : guitare
- Carmine Rojas : basse
- Omar Hakim, Tony Thompson : batterie
- Rob Sabino : claviers
- Mac Gollehon : trompette
- Robert Aaron, Stan Harrison, Steve Elson : saxophone
- Sam Figueroa : percussions

## Classement
| Classement (1983)                      | Meilleure position |
| -------------------------------------- | ------------------ |
| Royaume-Uni (UK Singles Chart)         | 2                  |
| États-Unis (Hot 100)                   | 10                 |
| France (SNEP)                          | 15                 |
| Suisse (Schweizer Hitparade)           | 8                  |
| Autriche (Ö3 Austria Top 40)           | 10                 |
| Allemagne (Media Control AG)           | 6                  |
| Pays-Bas (Nederlandse Top 40)          | 5                  |
| Belgique (Flandre Ultratop 50 Singles) | 3                  |
| Suède (Sverigetopplistan)              | 5                  |
| Norvège (VG-lista)                     | 7                  |
| Nouvelle-Zélande (RMNZ)                | 3                  |

| Classement (1984) | Meilleure position |
| ----------------- | ------------------ |
| France (SNEP)     | 39                 |

| Classement (2016)              | Meilleure position |
| ------------------------------ | ------------------ |
| France (SNEP)                  | 18                 |
| Suisse (Schweizer Hitparade)   | 61                 |
| Royaume-Uni (UK Singles Chart) | 97                 |